# Emil Benezé
Emil Benezé (* 30. Juli 1870 in Oldisleben, Thüringen; † 1943) war ein deutscher Gymnasiallehrer.
Emil Benezé besuchte das Gymnasium in Jena bis 1890 und studierte anschließend in München und Jena Germanistik, Klassische Philologie, Geschichte und Philosophie. Im Herbst 1894 wurde er an der Universität Jena bei Friedrich Kauffmann promoviert. Nach Ableistung seines Militärdienstjahres bestand er im Sommer 1896 die Oberlehrerprüfung für die Fächer Deutsch, Geschichte und Latein. Danach war er in Göttingen sowie am Provinzialmuseum in Hannover tätig. 1897 ging er nach Hamburg, wo er an verschiedenen privaten Mädchenschulen unterrichtete. Ostern 1903 bis Ostern 1904 absolvierte er sein Probejahr am Wilhelm-Gymnasium in Hamburg und wurde zum 1. April 1904 Lehrer an der Realschule in Eilbeck, später dort Oberlehrer. Danach wirkte er an der Oberrealschule Uhlenhorst sowie als Schulleiter an der Realschule Rothenburgsort. Von 1925 bis zu seinem Ruhestand Ende Oktober 1933 war er Oberlehrer am Johanneum in Hamburg.
Benezé war im Hamburger Kulturleben stark engagiert. Er war mit dem Museumsdirektor Alfred Lichtwark befreundet und beschäftigte sich mit der Hamburger Kunstgeschichte, an der Volkshochschule lehrte er moderne Kunstgeschichte. Auch war er Redakteur der Kunstzeitschrift Der Kreis. Er war Mitglied der Gesellschaft für Theatergeschichte und gab die Lebenserinnerungen der Schauspielerin Karoline Schulze-Kummerfeld heraus. Ferner war er Mitbegründer und Leiter der Lessing-Gesellschaft in Hamburg sowie Leiter des Theaterausschusses des Hamburger Philologenverbandes.
Er schrieb zahlreiche Artikel für die Allgemeine Deutsche Biographie  sowie das Allgemeine Lexikon der Bildenden Künstler von der Antike bis zur Gegenwart.

## Veröffentlichungen (Auswahl)
- Das Traummotiv in altdeutscher Dichtung (bis c. 1250) . Dissertation Jena 1896.
- Sagen- und litterarhistorische Untersuchungen. Max Niemeyer, Halle a. S. 1897.
  - Band 1: Das Traummotiv in der mittelhochdeutschen Dichtung bis 1250 und in alten deutschen Volksliedern.
  - Band 2: Orendel, Wilhelm von Orense und Robert der Teufel. Eine Studie zur deutschen und französischen Sagengeschichte.
- (Hrsg.): Lebenserinnerungen der Karoline Schulze-Kummerfeld  (= Schriften der Gesellschaft für Theatergeschichte Band 23–24). 2 Bände, Gesellschaft für Theatergeschichte, Berlin 1915.